# Černá hora (berg i Tjeckien, lat 48,98, long 13,55)
Černá hora är ett berg i Tjeckien. Det ligger i den sydvästra delen av landet, 140 km sydväst om huvudstaden Prag. Toppen på Černá hora är 1 315 meter över havet, eller 85 meter över den omgivande terrängen. Bredden vid basen är 2,2 km. Černá hora ingår i Šumava.
Terrängen runt Černá hora är huvudsakligen kuperad, men den allra närmaste omgivningen är platt. Runt Černá hora är det glesbefolkat, med 14 invånare per kvadratkilometer. Närmaste större samhälle är Vimperk, 19,0 km nordost om Černá hora. I omgivningarna runt Černá hora växer i huvudsak blandskog.